# Working on a Dream
Working on a Dream è il sedicesimo album in studio di Bruce Springsteen, pubblicato nel mese di gennaio del 2009 per l'etichetta Columbia Records.

## Brani
Il brano iniziale Outlaw Pete contiene, nel tema musicale, una citazione dell'armonica del tema della colonna sonora di C'era una volta il West (scritto da Ennio Morricone e suonato in originale da Franco De Gemini).
Queen of the supermarket descrive un amore nato con una cassiera di un supermercato, mentre The last Carnival è una canzone dedicata al tastierista Danny Federici, scomparso il 18 aprile 2008 durante il Magic Tour.
Il brano conclusivo, The Wrestler, fa parte della colonna sonora del film The Wrestler, diretto da Darren Aronofsky e interpretato da Mickey Rourke; è stato premiato con il Golden Globe per la migliore canzone originale nell'edizione 2009 della rassegna. «The Wrestler è uno straordinario pezzo acustico» ha detto il regista, «Cattura realmente lo spirito del film e quello del personaggio».

## Tracce
1. Outlaw Pete – 8:00
2. My Lucky Day – 4:01
3. Working on a Dream – 3:30
4. Queen of the Supermarket – 4:40
5. What Love Can Do – 2:57
6. This Life – 4:30
7. Good Eye – 3:01
8. Tomorrow Never Knows – 2:14
9. Life Itself – 4:00
10. Kingdom of Days – 4:02
11. Surprise, Surprise – 3:24
12. The Last Carnival – 3:11
13. The Wrestler (bonus track internazionale) – 3:50

### Edizione deluxe
Comprende anche un DVD contenente The Sessions DVD, un documentario di 38 minuti che mostra i retroscena della registrazione dell'album ed il brano A Night With the Jersey Devil.

## Formazione

### Gruppo
- Bruce Springsteen – voce principale, chitarre, armonica, tastiere, percussioni, glockenspiel
- Roy Bittan - pianoforte, organo, fisarmonica
- Clarence Clemons – Sassofoni, voce
- Danny Federici - organo
- Nils Lofgren – chitarre, voce
- Patti Scialfa – voce
- Garry Tallent – basso
- Steven Van Zandt – chitarre, voce
- Max Weinberg – batteria

### Altri musicisti
- Soozie Tyrell – violino, voce
- Patrick Warren - organo, pianoforte, tastiere (tracce 1,6,8)
- Jason Federici - fisarmonica (traccia 12)

## Classifiche
| Classifica (2009) | Posizione massima |
| ----------------- | ----------------- |
| Australia         | 3                 |
| Austria           | 1                 |
| Belgio (Fiandre)  | 1                 |
| Belgio (Vallonia) | 2                 |
| Canada            | 1                 |
| Danimarca         | 1                 |
| Finlandia         | 1                 |
| Francia           | 2                 |
| Germania          | 1                 |
| Irlanda           | 1                 |
| Italia            | 1                 |
| Norvegia          | 1                 |
| Nuova Zelanda     | 1                 |
| Paesi Bassi       | 1                 |
| Portogallo        | 5                 |
| Regno Unito       | 1                 |
| Spagna            | 1                 |
| Stati Uniti       | 1                 |
| Svezia            | 1                 |
| Svizzera          | 1                 |